# Ibrahima Konaté
Ibrahima Konaté (Parijs, 25 mei 1999) is een Franse voetballer die doorgaans als verdediger speelt. Hij verruilde RB Leipzig in juli 2021 voor Liverpool FC.

## Club carrière

### FC Sochaux
Konaté speelde in de jeugd van Paris FC en FC Sochaux. Hij debuteerde op 10 januari 2017 namens laatstgenoemde club in het betaald voetbal, tijdens een na een beslissende strafschoppenserie verloren wedstrijd in het toernooi om de Coupe de la Ligue, thuis tegen AS Monaco. Hij speelde dat duel van begin tot eind. Konaté maakte op 7 februari 2017 ook zijn competitiedebuut voor FC Sochaux, in de Ligue 2. Ook deze keer had hij een basisplaats, thuis tegen AJ Auxerre (0–1). Op 7 april 2017 maakte hij zijn eerste en enige goal voor Sochaux tegen Chamois Niort FC. 

### RB Leipzig
Konaté verruilde FC Sochaux in juli 2017 transfervrij voor RB Leipzig, de nummer twee van de Bundesliga in het voorgaande seizoen. Hier kreeg hij op 1 oktober 2017 zijn eerste speelminuten. Hij viel toen in de 46e minuut in voor Kevin Kampl tijdens een met 1–2 gewonnen competitiewedstrijd uit bij 1. FC Köln. Zijn eerste basisplaats bij de Duitse club volgde twintig dagen later. Hij speelde toen van begin tot eind in een met 1–0 gewonnen competitiewedstrijd thuis tegen VfB Stuttgart. Hij was vrijwel meteen vaste basisspeler, als centraal verdedigingsduo met landgenoot met Dayot Upamecano of met Willi Orbán. 
Op 9 augustus 2018 scoorde hij in de UEFA Europa League-kwalificatiewedstrijd met Universitatea Craiova zijn eerste goal voor de club. Op 27 januari 2019 tegen Fortuna Düsseldorf (4-0) maakte hij zijn eerste Bundesliga-goal. In het seizoen 2019/20 werd hij zes maanden aan de kant gehouden door een gescheurde spiervezel. Daardoor kwam hij dat seizoen tot slechts elf wedstrijden. Deze blessure speelde hem het seizoen erop opnieuw parten. Mede daardoor kwam hij dat seizoen tot slechts 21 wedstrijden. In totaal speelde Konaté 95 wedstrijden voor Leipzig, waarin hij viermaal scoorde.

### Liverpool
In de zomer van 2021 werd hij overgenomen door Liverpool, dat naar verluidt een bedrag rond de 35 miljoen euro neerlegde. Op 18 september 2021 maakte Konaté in een 3-0 overwinning op Crystal Palace zijn debuut voor Liverpool naast Virgil van Dijk. In zijn tweede wedstrijd won hij met 5-0 van Manchester United, wat de grootste overwinning van Liverpool op de rivaal was sinds 1895. Konaté kreeg veel complimenten over de manier waarop hij Cristiano Ronaldo en Bruno Fernandes onschadelijk had gemaakt. Hoewel Konaté in de competitie veel wedstrijden miste, was hij in de Champions League de vaste partner van Van Dijk. In het tweeluik in de kwartfinale tegen Benfica scoorde Konaté zowel thuis als uit. Konaté speelde negentig minuten in de Champions League-finale tegen Real Madrid, die door een doelpunt van Vinícius Júnior gewonnen werd door de Spaanse ploeg. Konaté speelde ook de volledige 120 minuten in de FA Cup-finale tegen Chelsea, die uiteindelijk op penalty's gewonnen werd. In de halve finale van de FA Cup tegen Manchester City was Konaté de maker van de openingstreffer.
In het seizoen 2022/23 kwam Konaté voor de WK-break door een knieblessure slechts tot vier wedstrijden. Uiteindelijk kwam Konaté dat seizoen tot 24 wedstrijden.  

## Clubstatistieken
| Seizoen | Club         | Competitie     | Competitie | Competitie | Beker | Beker | Internationaal | Internationaal | Totaal | Totaal |
| Seizoen | Club         | Competitie     | Wed.       | Dlp.       | Wed.  | Dlp.  | Wed.           | Dlp.           | Wed.   | Dlp.   |
| ------- | ------------ | -------------- | ---------- | ---------- | ----- | ----- | -------------- | -------------- | ------ | ------ |
| 2016/17 | FC Sochaux   | Ligue 2        | 12         | 1          | 1     | 0     | —              | —              | 13     | 1      |
| 2017/18 | RB Leipzig   | Bundesliga     | 16         | 0          | 0     | 0     | 4              | 0              | 20     | 0      |
| 2018/19 | RB Leipzig   | Bundesliga     | 28         | 1          | 6     | 0     | 9              | 2              | 43     | 3      |
| 2019/20 | RB Leipzig   | Bundesliga     | 8          | 0          | 1     | 0     | 2              | 0              | 11     | 0      |
| 2020/21 | RB Leipzig   | Bundesliga     | 14         | 1          | 1     | 0     | 6              | 0              | 21     | 1      |
| 2021/22 | Liverpool FC | Premier League | 11         | 0          | 10    | 1     | 8              | 2              | 29     | 3      |
| 2022/23 | Liverpool FC | Premier League | 18         | 0          | 3     | 0     | 3              | 0              | 24     | 0      |
| 2023/24 | Liverpool FC | Premier League | 18         | 0          | 6     | 0     | 4              | 0              | 28     | 0      |
| Totaal  | Totaal       | Totaal         | 125        | 3          | 28    | 1     | 36             | 4              | 189    | 8      |

Bijgewerkt t/m 22 februari 2024 

## Interlandcarrière
Konaté maakte deel uit van verschillende Franse nationale jeugdelftallen. Hij nam met Frankrijk –21 deel aan het EK –21 van 2019. Op 10 juni 2022 maakte Konaté zijn debuut voor Frankrijk in de UEFA Nations League-wedstrijd met Oostenrijk. Hij werd opgenomen in de 26-koppige selectie voor het WK 2022 in Qatar, waar Frankrijk tot de finale kwam. Hij speelde vijf van de zeven wedstrijden en viel in de WK-finale tegen Argentinië zeven minuten voor het einde in. Hij werd op 16 mei 2024 door Didier Deschamps opgenomen in de Franse selectie voor het EK 2024 in Duitsland, maar kwam op het toernooi niet in actie. Frankrijk overleefde een groep met Oostenrijk, Nederland en Polen en schakelde vervolgens België en Portugal uit, maar verloor in de halve finales met 2–1 van Spanje.

## Erelijst
| League Cup | 1x | 2021/22 |